# Krohnittidae
Krohnittidae is een familie in de taxonomische indeling van de pijlwormen. De familie werd in 1965 beschreven door Tokioka en bevat slechts 1 geslacht: Krohnitta.